# Sarbūrā
Sarbūrā (persiska: بالا بُورا, سربورا, سَر بورا, Bālā Bowrā) är en ort i Iran.   Den ligger i provinsen Mazandaran, i den norra delen av landet, 130 km nordost om huvudstaden Teheran. Sarbūrā ligger 110 meter över havet och antalet invånare är 348.
Terrängen runt Sarbūrā är platt åt nordost, men åt sydväst är den kuperad.Runt Sarbūrā är det tätbefolkat, med 286 invånare per kvadratkilometer. Närmaste större samhälle är Shīr Savār, 14,2 km norr om Sarbūrā. Trakten runt Sarbūrā består till största delen av jordbruksmark.